# Le Morne-Rouge
Le Morne-Rouge – miasto na Martynice (departament zamorski Francji). Według danych szacunkowych na rok 2008 liczy 5 485 mieszkańców.
Miasto położone jest u stóp wulkanu Montagne Pelée na wysokości 450 m n.p.m., co czyni je najwyżej położonym miastem na Martynice. Erupcja wulkanu w 1902 roku częściowo zniszczyła Morne-Rouge w kilka miesięcy po zrównaniu z ziemią pobliskiego miasta Saint-Pierre.
Współcześnie w okolicach miasta położone są liczne plantacje bananów. Transport publiczny do miast Saint-Pierre i Fort-de-France zapewniają taksówki zbiorowe.